# Österreichische Wirtschaftspsychologische Forschungsstelle
Die Österreichische Wirtschaftspsychologische Forschungsstelle wurde am 27. Oktober 1931 in Wien gegründet. Bekannte Mitglieder waren Paul Felix Lazarsfeld, Marie Jahoda und Hans Zeisel. Bekanntheit erreicht vor allem die Studie Die Arbeitslosen von Marienthal (1933).